# Neuville-Ferrières
Neuville-Ferrières település Franciaországban, Seine-Maritime megyében. Lakosainak száma 534 fő (2022. január 1.). Neuville-Ferrières Bouelles, Esclavelles, Fontaine-en-Bray, Massy, Neufchâtel-en-Bray, Quièvrecourt, Saint-Germain-sur-Eaulne és Saint-Saire községekkel határos.

## Népesség
A település népességének változása:
| Lakosok száma | 587  | 588  | 590  | 579  | 576  | 571  | 559  | 546  | 534  |
|               | 2013 | 2015 | 2016 | 2017 | 2018 | 2019 | 2020 | 2021 | 2022 |